# グンター・フォン・ハーゲンス
グンター・フォン・ハーゲンス（Gunther von Hagens, 1945年1月10日 - ）は、ドイツ（現ポーランド領）出身の解剖学者。合成樹脂を用いた人体保存法プラスティネーションの開発者。主として死体に関わるビジネスを行っているため「死の医師」の異名を持つ。
生まれたときの苗字は、リープヒェン（Liebchen）。ハーゲンスは前妻の姓である。

## 来歴
父親のゲルハルト・リープヒェンは当時のポーランド領で生まれたドイツ人で、戦前からナチスに傾倒し反ポーランド破壊工作にも関わり逮捕された。ポーランド降伏で釈放されると、ナチス親衛隊に志願し、コックとして働いていたとされるが、実際には警察組織に勤務し、ユダヤ人の移送やユルゲン・シュトロープ指揮下ワルシャワ・ゲットー蜂起鎮圧戦に参加していた。敗戦時にリープヒェン一家はドイツに難民として避難し、東ドイツに住んだ。グンターは幼少の頃、半年ほど病気で入院したことがきっかけで医学に興味をもつ。1965年、イェーナ大学において医学の勉強を始める。その後プラハの春の抗議に参加したことで逮捕されるが、1970年に西ドイツへと亡命し、医学の研究を続け、ハイデルベルク大学より博士号を授与された。
1993年に自身が開発したプラスティネーション技術に関連してプラスティネーション協会Institute for Plastination（IfP)なる団体を設立、1995年より『BODY WORLDS』という名称の、プラスティネーションによって加工した死体を見せる展示会を、ニューヨーク、ロンドン、パリ、など世界各地で行うようになった。1996年から中国、キルギスタンで客員教授などを務める。尚、ハーゲンスの現在の妻はプラスティネーション協会のプロデューサーの仕事をしておりBODY WORLDSに関与している。日本で1996年から1998年ごろに行われた『人体の不思議展』にも関与した。（ハーゲンスのプラスティネーション協会が関与したのは1996-1998年の段階の日本での「人体の不思議展」である。その後の「人体の不思議展」は同協会とは関係の無い状態で開催されている。）
「BODY WORLDS」や日本の「人体の不思議展」では、バスケットボールをするポーズをとった標本や、胎児を見せた妊婦の標本などが展示され、日本でも話題を呼び、多数の来場者が訪れた。ハーゲンスは中国の大連にVon Hagens Dalian Plastination Ltdという会社を所有、同地で死体加工工場を経営し大量の死体標本を制作し、ハーゲンスはBODY WORLDSへ死体の標本を貸し出すことで2億ドルの利益を手にいれたとされている。このほかレオナルド・ダ・ヴィンチが描いた性交する男女の画にインスピレーションを受け男女のセックスの場面の展示の企画を試みたが実現には至っていない。
1998年ころ、ハーゲンスは契約を巡り日本側の主催者と揉めたとされ、結果として契約は打ち切られ人体の不思議展は中止になった。だがその後、プラスティネーションの技術はハーゲンスの死体加工工場で勤務していた中国人らによって模倣され、「プラストミック」という名のもとで、ハーゲンスの手から離れたところでも加工されるようになった。
2002年にはイギリスのチャンネル4にて "Anatomy for Beginners"（日本語版は『人体解剖マニュアル』）という人体解剖のライブ講義を放送。スタジオに集められた学生やドナー登録者の目の前で、人体を解剖してみせた。その後、類似の内容で回を重ね、DVD化され販売されている。
その後、『BODY WORLD』や『人体の不思議展』で展示された死体の調達方法を巡って深刻な人権侵害がおこなわれているとの疑惑が指摘されるようになり、世界各地で問題視されるようになってきている。主として中国人らによって加工された死体の調達を巡って人権侵害が指摘されているが、同様にハーゲンス自身の工場で加工された死体を巡っても人権侵害疑惑はたびたび指摘されている。ハーゲンスには死体のDNA鑑定を求める声もあがった。
2011年1月5日 自身がパーキンソン病の末期にあることを明かすとともに、死後に遺体を標本として展示する計画を独紙ビルト（Bild）に公表した。「わたしが死んだら、人体標本展『人体の世界（Body Worlds）』のキュレーターを務める妻のアンゲリーナ・ウォーリー（Angelina Whalley）が遺体を人体標本化する。準備は着々と進めている」（ハーゲンス）